# 高寀
高 寀（こう さい、拼音：Gāo Cǎi、生没年不詳）は、中国明代の宦官。万暦帝に仕える。順天府文安県（現在の河北省廊坊市文安県）出身。
大学士張位の時代に火災により二宮三殿が消失、その再建資金を目的に鉱税の徴収が実施されることとなった。燕山衛指揮馮綱・千戸胡志の上奏により福建には高寀が派遣されることが決定、1599年（万暦27年）2月に着任している。
福建に到着した高寀は民間からの搾取を行った。属官は高寀に従おうとしたが、漳州府知府韓擢・海澄知県竜国禄は高寀に反発している。市舶司も兼任した高寀は船舶への課税を強化、その結果1602年（万暦30年）に海澄県で民変が発生し、そのため高寀は生涯再び漳州を訪れなかったとある。
1604年（万暦32年）に、Wybrant van Warwijck(nl)を指揮官とするオランダ艦隊が来航、高寀はオランダとの交易を計画したが、参将施徳政・沈有容らにより阻止されている。
1606年（万暦34年）に鉱税中止の詔勅が出されたが、宦官による徴税活動は継続されその勢力を拡大、高寀は太監に任じられ緋魚服を下賜され、宦官の行為は一層過酷なものとなり、切断した陽道の復活を目的に子供の脳を食べたとある 。
『五雑組』には福州において生員が高寀に対して武力闘争をおこしたという記事があるが、年代は記されていない。しかし1607年（万暦35年）11月に、戸科給事中江灝・福建巡撫徐学聚が上奏文を出し、高寀の不法を訴えている記録が残されている。
1614年（万暦42年）、広東の税監李鳳の死去に伴い、後任として高寀が任命された。高寀は、自分の造らせた二本マストの船に乗って広東まで行ったものの、民衆の抵抗により着任することができなかった。福建に戻った後、高寀の船は福建提督施徳政・福建巡撫袁一驥らによって没収されている。
4月11日に、福建商人より高寀に未払いの商品代金支払要求が出されると、高寀は部下に命じて商人を攻撃、翌日商人は集団で抗議をしたが、高寀は、更に強行手段にで、福建巡撫袁一驥の役所に押し掛け、袁一驥と部下達を人質にした。この闘争は皇帝より詔勅が出されるまで継続した。
民心不安を招いた高寀は万暦帝の怒りに触れて北京に召還されたが、その後の消息は不明である。